# Estación Sarratea (Belgrano Norte)
Sarratea será una futura estación ferroviaria de la Línea Belgrano Norte ubicada en el barrio de Villa General Eugenio Necochea entre el Partido de San Isidro y el Partido de General San Martín, al norte del Gran Buenos Aires. Se encontrará ubicada en las inmediaciones del asentamiento informal Villa Hidalgo.
Las obras de la nueva estación están a cargo de la Administración de Infraestructuras Ferroviarias del Ministerio del Interior y Transporte.

## Ubicación
Estará ubicada en el cruce de la Avenida Sarratea (De la cual derivará su nombre) con las vías del ferrocarril homónimo, En el barrio de Villa General Eugenio Necochea, Entre los partidos de San Isidro y San Martín.